# Nemocón
Nemocón est une municipalité située dans le département de Cundinamarca, en Colombie.

## Références

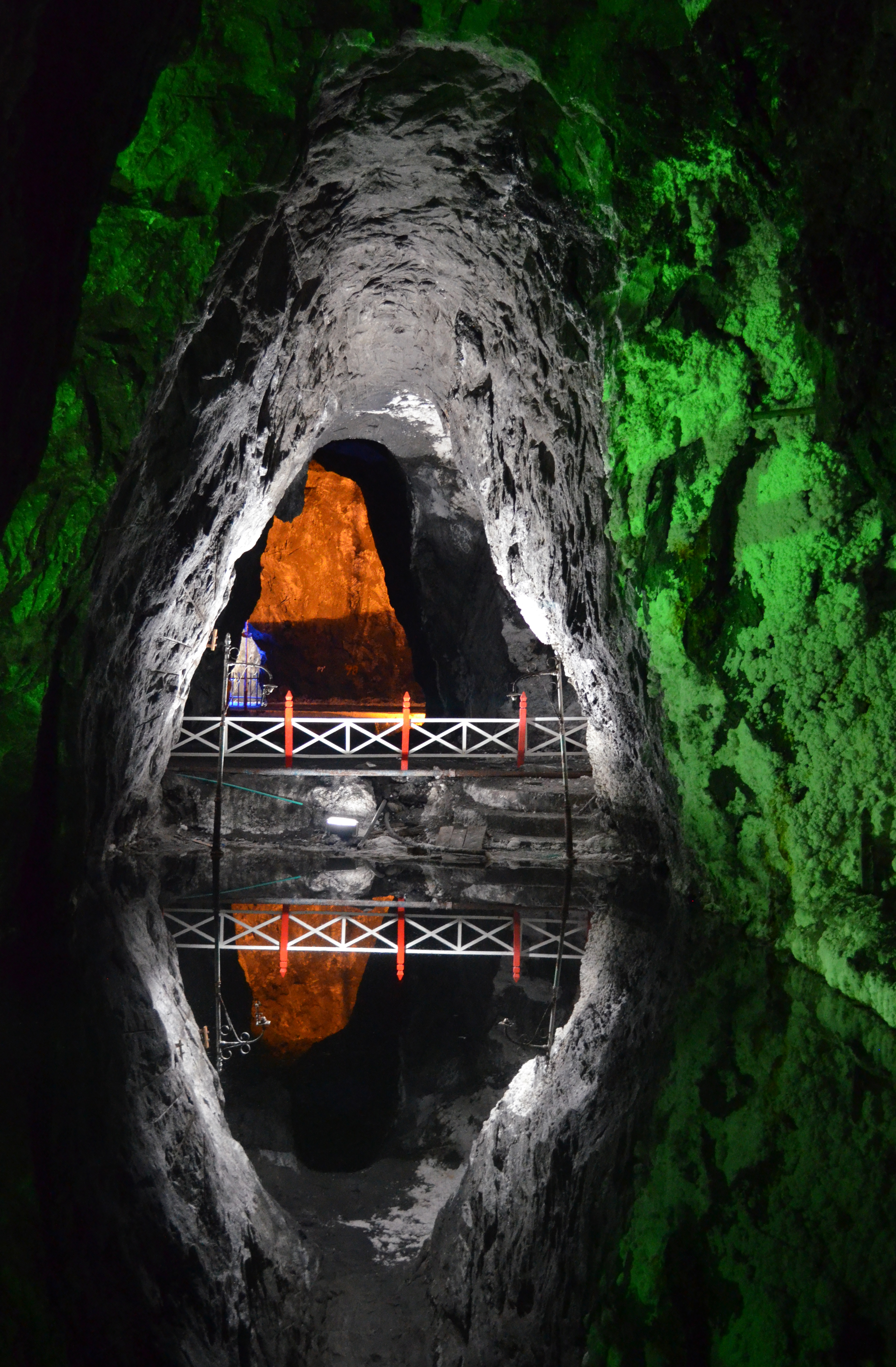
Mine de sel de Nemocón